# Annali franco-tedeschi
Gli Annali franco-tedeschi (in tedesco Deutsch-Französische Jahrbücher), furono una rivista di opposizione diretta da Arnold Ruge e Karl Marx, uscita in un solo numero nel 1844.

## Storia
L'unico numero pubblicato della serie apparve nel febbraio 1844 come doppia edizione a Parigi. Gli articoli scritti da Friedrich Engels per la rivista stimolarono un ulteriore scambio epistolare tra quest'ultimo e Marx.
Nel giro di poco tempo la pubblicazione fu sospesa per divergenze dottrinali tra Marx e Ruge e per via delle difficoltà nel contrabbandare il giornale in Germania; inoltre nei mesi successivi Marx fu accusato di alto tradimento e lesa maestà dal governo prussiano per il suo contributo agli Annali..

## Contenuto
L'opera includeva lettere di Marx, Ruge, Ludwig Feuerbach, Moses Hess e Michail Bakunin, gli scritti di Marx Sulla questione ebraica e l'introduzione a Per la critica della filosofia del diritto di Hegel, lo schema di Friedrich Engels di una critica all'economia nazionale e una poesia di Heinrich Heine.